# Vizefeldwebel
In Preußen und im Deutschen Kaiserreich war der Vizefeldwebel (veraltet Vice-Feldwebel, auch überzähliger Feldwebel) ein Unteroffiziersdienstgrad bei den Fußtruppen (Infanterie, Pioniere, Fußartillerie usw.). Bei den berittenen Truppen (Kavallerie, Feldartillerie) entsprach ihm der Vizewachtmeister. Der Vizefeldwebel rangierte zwischen dem Sergeanten und dem etatmäßigen Feldwebel. Er war der niederste Unteroffiziersdienstgrad mit Portepee.
Während des Zweiten Weltkriegs war Vizefeldwebel außerdem ein Dienstgrad in den im Hinterland der Ostfront aufgestellten einheimischen Schutzmannschaften (Schuma).

## Preußen und Deutsches Kaiserreich

August Wolter als Vizefeldwebel (Zahlmeisteraspirant) kurz vor seiner Beurlaubung in Straßburg 1913

Der Rang wurde mit Kabinettsorder vom 1. Februar 1843 in der preußischen Landwehr und in Ersatzformationen eingeführt, drei Jahre später im gesamten preußischen Heer. Die Kabinettsorder vom 6. Januar 1846 sah vor, den dienstältesten Sergeanten jeder Kompanie mit mehr als 15 Dienstjahren zum Vizefeldwebel zu befördern, sofern er die Eignung für den Feldwebeldienst besaß. In Kompanien mit nicht mehr als zwei Offizieren fungierten Vizefeldwebel als Zugführer – eine Dienststellung, die allgemein einem Leutnant oder Oberleutnant oblag. Ab 1873 gab es den Dienstgrad einheitlich im gesamten deutschen Reichsheer.
Schon vor der offiziellen Einführung war die Bezeichnung Vizefeldwebel als militärinterne Sprachregelung für die überzähligen Feldwebel gebräuchlich. Zu überzähligen Feldwebeln befördert wurden überwiegend die sog. Einjährig-Freiwilligen in ihrer Eigenschaft als Offiziersanwärter der Reserve (Offizieraspirant) nach bestandener Offiziersprüfung. In die Reserve entlassene Sergeanten konnten ehrenhalber zum überzähligen Vizefeldwebel (bis zu dessen Einführung: überzähliger Feldwebel) ernannt werden.
Ihnen gegenüber standen die etatmäßigen Vizefeldwebel bzw. Vizewachtmeister als Berufssoldaten, zu denen Unteroffiziere und Sergeanten nach vorwurfsfreier 15-jähriger Dienstzeit befördert werden konnten. Um begriffliche Verwechslungen zu vermeiden, etablierte sich später die Bezeichnung außeretatmäßiger Vizefeldwebel für die Reserveoffizieranwärter; der Reserveunteroffizier wurde nun als überzähliger Vizefeldwebel tituliert. Wie alle überzähligen und außeretatmäßigen Dienstgrade führten sie zwar Rang und Dienstgradabzeichen des etatmäßigen Pendants, bezogen aber nicht deren höhere Löhnung.
Als Dienstgrad der Reserveoffizierslaufbahn war der Vizefeldwebel (mit bestandenem Offiziersexamen) dem Portepee-Fähnrich der Berufsoffizierslaufbahn des Heeres gleichgestellt. Die aus dem Unteroffizierstand hervorgegangenen etatmäßigen Vizefeldwebel waren ihnen nachgeordnet.
Vizefeldwebel konnten nach vierjähriger Dienstzeit in die Dienststellung eines Offizierstellvertreters aufrücken.
Der Vizefeldwebel legte die Uniform der Sergeanten an, führte zusätzlich aber den Offiziersdegen mit Portepee am Mannschaftskoppel. Der etatmäßige Feldwebel bzw. Wachtmeister führte zur äußerlichen Unterscheidung von den Vize-Dienstgraden seit 1889 eine zusätzliche Metalltresse über den Ärmelaufschlägen.

## Drittes Reich
Während des Zweiten Weltkriegs war Vizefeldwebel ein Dienstgrad in einigen der von den deutschen Besatzern im Hinterland der Ostfront unter der einheimischen Bevölkerung aufgestellten Schutzmannschaften (Schuma). Der Vizefeldwebel rangierte mit dem Feldwebel der Wehrmacht und stand zwischen dem Korporal (Unterfeldwebel) und dem Kompaniefeldwebel (Oberfeldwebel).
Zur im Sommer 1942 eingeführten schwarzen Uniform bestand das Rangabzeichen aus drei Horizontalbalken mit einem auf seiner Spitze stehenden Winkel darüber. Das Abzeichen war oberhalb des Ärmelaufschlags aufgenäht und einheitlich in silbergrauer Tresse oder Borte ausgeführt. Bei den Schuma der Sicherheitspolizei entfielen die Ärmelwinkel und -balken. Stattdessen war der Rang anhand der Kragenspiegel erkennbar. Beim Vizefeldwebel verlief ein silbergrauer Längsstreifen entlang der Vorderkante der Kragenpatte, dahinter zwei Winkel, deren Schenkel parallel zur Vorder- bzw. Unterkante der Patte verliefen. Davon abweichend wurden die beiden Winkel fallweise auch ohne den vorangesetzten Längsstreifen geführt. Gleiches galt ab Frühjahr 1943 für die geschlossenen Einheiten der Ordnungspolizei.